# Falcatifolium falciforme
Falcatifolium falciforme ist ein Strauch oder kleiner Baum aus der Gattung Falcatifolium in der Familie der Steineibengewächse (Podocarpaceae). Das natürliche Verbreitungsgebiet der Art liegt auf Borneo und der Malaiischen Halbinsel. Die Art ist dort weit verbreitet und teilweise häufig, sie wird jedoch in der Roten Liste der IUCN als potentiell gefährdet geführt, da die Bestände in niedrigeren Lagen zurückgehen. Das Holz größerer Bäume wird unter anderem zur Herstellung von Möbeln und als Bauholz verwendet.

## Beschreibung

### Erscheinungsbild
Falcatifolium falciforme wächst als immergrüner, meist 1,5 bis 12 Meter hoher Strauch oder Baum. Manchmal findet man in Wäldern auch 35 bis 40 Meter hohe Bäume mit einem aufgerichteten, monopodialen Stamm mit einem Durchmesser von bis zu 80 Zentimetern (Brusthöhendurchmesser) und einer ausgebreiteten mehr oder weniger offenen Krone. Die Stammborke ist dunkelbraun, unter Witterungseinfluss graubraun, glatt und nur bei großen Bäumen rissig und schuppig. Die Rinde ist faserig, graubraun und sondert bei einer Verletzung ein rotes Harz und einen roten Saft ab.

### Blätter
Es werden zwei Arten von Blättern gebildet: Schuppenblätter und nadelförmige Laubblätter. Die Schuppenblätter wachsen an den Haupttrieben und an der Basis seitlicher Triebe mehr oder weniger angedrückt. Sie sind pfriemförmig bis schmal lanzettlich, 4 bis 6 Millimeter lang und 1 bis 2 Millimeter breit. Sie entwickeln sich manchmal zu kleinen Laubblättern weiter.
Die Laubblätter an Sämlingen sind deutlich größer als die älterer Bäumen. Sie sind linealisch-lanzettlich oder häufiger sichelförmig gebogen, beim Austreiben rosafarben bis purpurn rot und später auf beiden Seiten glänzend grün. Sie sind kurz gestielt, werden 10 bis 12 Zentimeter lang, verbreitern sich von der Basis her rasch schon deutlich vor der Blattmitte bis auf 10 bis 12 Millimeter und laufen dann, nach vorne gebogen, zum zugespitzten Ende hin zusammen. Die Mittelrippe ist auf beiden Blattseiten dünn und kaum erhöht und reicht von der Basis bis zur Spitze. Im Schatten wachsende Blätter älterer Bäume sind sichelförmig oder häufiger S-förmig gebogen, 3 bis 7 Zentimeter lang und 5 bis 9 Millimeter breit und laufen zum zugespitzten Ende hin zusammen. Die Mittelrippe ist nicht oder kaum erhöht. Der Sonne ausgesetzte Blätter sind deutlich kleiner, auch an einem Ast von sehr unterschiedlicher Größe, ab 0,6 meist 2 bis 4 Zentimeter lang und ab 2 meist 4 bis 8 Millimeter breit. Die kürzesten Blätter laufen an Basis und Spitze meist rascher zusammen, als im Schatten wachsende Blätter, sonst ist die Form ähnlich oder etwas weniger gebogen. Auf beiden Blattseiten werden zahlreiche linienartige, unterbrochene Spaltöffnungsstreifen gebildet, die von der Basis bis zur Spitze reichen.

### Zapfen und Samen
Die Pollenzapfen wachsen einzeln oder in Gruppen an achselständigen oder manchmal endständigen Kurztrieben. Sie sind 2 bis 4 Zentimeter lang und 2,5 bis 3,5 Millimeter breit. Die Mikrosporophylle haben zwei Pollensäcke und darüber eine zugespitzte Spitze.
Die Samenzapfen wachsen einzeln an achselständigen Kurztrieben mit zugespitzten Schuppenblättern. Das Podocarpium ist 4 bis 6 Millimeter lang und schwillt bis zur Reife auf eine Dicke von 10 bis 12 Millimeter an, wird sukkulent und färbt sich orange bis hellrot. Je Zapfen reift nur ein eiförmiger, schief wachsender, leicht abgeflachter, 6 bis 7 Millimeter langer Same, der seitlich zwei Grate zeigt. Die Samen sind anfangs grün und färben sich bei Reife purpurn schwarz.

## Verbreitung und Ökologie
Das natürliche Verbreitungsgebiet liegt auf Borneo, auf Lingga und auf der Malaiischen Halbinsel. Man findet Falcatifolium falciforme in Höhen von 300 bis 2100 Metern. Das Verbreitungsgebiet wird der Winterhärtezone 10 zugerechnet mit mittleren jährlichen Minimaltemperaturen zwischen −1,1 und +4,4 Grad Celsius (30 bis 40 Grad Fahrenheit). Häufig wächst die Art auf Bergzügen, wo die Wälder bereits spärlicher und kleinwüchsig sind. In dieser Umgebung wächst Falcatifolium falciforme buschförmig oder als kleiner, bis 12 Meter hoher Baum zusammen mit der Breiten Harzeibe (Dacrydium elatum) und Dacrycarpus imbricatus. Man findet sie auch als Unterholz in Kerangas, offenen Wäldern auf sauren, verarmten weißen Sanden (Podsol) zusammen mit Agathis borneensis, Sundacarpus amarus, Nageia wallichiana und Dacrycarpus imbricatus als dominante Bäume. In den Ebenen und im Übergang zu montanen Lagen auf nährstoffreichen Böden kann sie in den Regenwäldern auch als großer Baum wachsen. Solche großen Bäume sind jedoch selten und nur sehr verstreut zu finden.

## Gefährdung und Schutz
In der Roten Liste der IUCN wird Falcatifolium falciforme als potentiell gefährdet („Near Threatened“) geführt. Die Art ist zumindest in höheren Lagen weit verbreitet und häufig, doch sind die Bestände in niedrigeren Höhen und auf nährstoffreicherem Untergrund durch das Fällen der Bäume und das Umwandeln der Wälder in landwirtschaftliche Flächen, beispielsweise als Plantagen für Ölpalmen (Elaeis guineensis), gefährdet. Der Rückgang der Bestände ist jedoch nicht groß genug, die Art als gefährdet („Vulnerable“) einzustufen. Die Art wächst auch in mehreren geschützten Gebieten.

## Systematik und Etymologie
Falcatifolium falciforme ist eine Art aus der Gattung Falcatifolium, die zur Familie der Steineibengewächse (Podocarpaceae) gezählt wird.  Sie wurde 1868 von Filippo Parlatore als Podocarpus falciformis (Basionym) erstbeschrieben und damit den Steineiben (Podocarpus) zugeordnet. David John de Laubenfels stellte sie 1969 im Journal of the Arnold Arboretum in die neu aufgestellte Gattung Falcatifolium.
De Laubenfels beschrieb auch Blätter von beschatteten Ästen eines 24 Meter hohen Baums vom Usan Apua Plateau in Sarawak, Borneo, die nur eine Länge von etwa 6 Millimetern und eine breite von 2 Millimetern hatten, also sehr klein waren und einer eigenen Art zugeordnet werden sollten. John Silba stellte daraufhin die neue Art Falcatifolium usan-apuensis (de Laub. & Silba) de Laub. & Silba auf, basierend auf Herbarmaterial, das auf diesem Plateau gesammelt wurde. Silba gab als Maße der Blätter eine Länge von 6 bis 19 Millimetern und eine Breite von 2,5 bis 4,5 Millimetern an, was klein jedoch in der Bandbreite von der Sonne ausgesetzten Blättern von Falcatifolium falciforme liegt. Außer der Aussage von de Laubenfels gibt es keinen Hinweis darauf, dass es sich tatsächlich um Schattenblätter handelt. Für Blätter eines 24 Meter hohen Baums ist es auch wahrscheinlicher, dass sie der Sonne ausgesetzt waren. Weitere Synonyme sind Dacrydium falciforme (Parl.) Pilg. und Nageia falciformis (Parl.) Kuntze. Falcatifolium falciforme hat die größten Laubblätter der Gattung, besonders wenn man junge, im Schatten von anderen Bäumen wachsende Exemplare betrachtet. Die Größe der Blätter war wahrscheinlich auch die Ursache, dass die Art zuerst der Gattung Podocarpus, dann der Gattung Nageia und schließlich ab 1903 für mehr als 60 Jahre den Harzeiben (Dacrydium) zugerechnet wurde, bevor sie als Typusart der neu erstellten Gattung Falcatifolium zugerechnet wurde.
Der Gattungsname Falcatifolium leitet sich von lateinisch falcis, „Sichel“ und folia, „Blatt“ ab, und verweist damit auf die sichelartig gebogenen Blätter. Das Artepitheton falciforme bedeutet sichelförmig und beschreibt ebenfalls die Form der Blätter.

## Verwendung
Die eher seltenen größeren Bäume der Art werden außerhalb der geschützten Gebiete zusammen mit anderen Vertreter der Steineibengewächse wie Vertretern der Warzeneiben (Dacrycarpus), der Harzeiben (Dacrydium) und der Gattung Phyllocladus gefällt, und das Holz als „Sempilor“ gehandelt. Das Holz von Falcatifolium-Arten ist leicht und einfach zu bearbeiten, es wird als leichtes Bauholz zur Herstellung von Türen, Fenstern, Möbeln, Paneelen, Verpackungsmaterial und Bootsmasten verwendet. Es ist jedoch nicht sehr widerstandsfähig und daher ungeeignet, wenn es dauerhaft der Witterung ausgesetzt ist. Nur wenige Exemplare sind in tropischen botanischen Gärten in Kultur.